# Noblejas
Noblejas település Spanyolországban, Toledo tartományban. Noblejas Ocaña, Ontígola, Colmenar de Oreja, Villarrubia de Santiago és Villatobas községekkel határos. Lakosainak száma 3952 fő (2024).

## Népesség
A település népessége az utóbbi években az alábbiak szerint változott:
| Lakosok száma | 3063 | 3239 | 3383 | 3521 | 3670 | 3589 | 3499 | 3585 | 3857 | 3952 |
|               | 2001 | 2004 | 2007 | 2009 | 2012 | 2014 | 2017 | 2019 | 2022 | 2024 |